# Henan Songshan Longmen
Henan Songshan Longmen Football Club (chiń. 河南嵩山龙门足球俱乐部; pinyin Hénán Sōngshān Lóngmén Zǔqiū Jūlèbù) – chiński klub piłkarski, założony w 1958 roku. Siedziba klubu znajduje się w mieście Zhengzhou. Klub występuje w rozgrywkach Chinese Super League.

## Historia nazw
- 1958–1994: Henan Sheng Football Team (chiń. 河南省足球队)
- 1994–2020: Henan Jianye Football Club (chiń. 河南建业足球俱乐部)
- 2021–: Henan Songshan Longmen Football Club (chiń. 河南松山龙门足球俱樂部)

## Stadion
Domowe mecze klub rozgrywa na stadionie o nazwie Zhengzhou Hanghai Stadium w Zhengzhou, który może pomieścić 29000 widzów.

## Sukcesy
- Chinese Jia B League/Chinese League One

mistrzostwo (3): 1989, 2006, 2013
- Chinese Yi League/Chinese League Two

mistrzostwo (2): 1982, 1999

## Reprezentanci kraju grający w klubie od 1997
Stan na maj 2016.
| - Bi Jinhao - Jiang Kun - Li Jianbin - Liu Yu - Lu Feng - Ma Chongchong - Wu Hao - Yang Lin - Xu Yang - Zeng Cheng - Zhao Peng - Nando Rafael - Ryan McGowan - Javier Patiño - Arthur Gomez - Gofred Karikari | - Ryan Johnson - Jung In-whan - Emmanuel Olisadebe - Mateusz Zachara - Augustin Călin - Iulian Dumitraşcu - Marian Ivan - Florin Pârvu - Iosif Tâlvan - Goran Gavrančić - Gibril Sankoh - Gary Glasgow - Hichem Ben Khaled - Isaac Chansa - Chris Katongo |

## Trenerzy klubu od 1994
Stan na lipiec 2023.
| - Zhang Changhai (sierpień 1994 – grudzień 94) - Wang Suisheng (grudzień 1994 – sierpień 98) - Ding Sanshi (sierpień 1998 – czerwiec 99) - Wang Suisheng (czerwiec 1998 – lipiec 2001) - Miloš Hrstić (lipiec 2001 – sierpień 2002) - Chi Shangbin (1 stycznia 2003 – 31 grudnia 2003) - Yin Lihua (październik 2004 – wrzesień 2005) - Chen Wenjie (tymczasowo) (wrzesień 2005 – listopada 2005) - Meng Wenfeng (listopad 2005 – wrzesień 2007) - Pei Encai (25 września 2007 – 20 grudnia 2007) | - Jia Xiuquan (grudzień 2007 – czerwiec 2008) - Acácio Casimiro (czerwiec 2008 – wrzesień 2008) - Tang Yaodong (15 września 2008 – 12 listopada 2010) - Kim Hak-beom (12 listopada 2010 – 23 maja 2011) - Zhao Wei (tymczasowo) (1 maja 2011 – 30 czerwca 2011) - Jo Bonfrère (czerwiec 2011 – 31 grudnia 2011) - Jan Versleijen (1 stycznia 2012 – 15 lipca 2012) - Shen Xiangfu (tymczasowo) (16 lipca 2012 – 30 listopada 2012) - Tang Yaodong (30 listopada 2012 – 28 maja 2014) - Jia Xiuquan (3 czerwca 2014 – 3 czerwca 2017) | - Yasen Petrov (13 czerwca 2017 – 30 września 2017) - Guo Guangqi (30 czerwca 2017 – 18 grudnia 2017) - Dragan Talajić (18 grudnia 2017 – 21 kwietnia 2018) - Chang Woe-ryong (26 kwietnia 2018 – 27 września 2018) - Wang Baoshan (27 września 2018 – 6 lipca 2020) - Yang Ji (tymczasowo) (6 lipca 2020 – 11 września 2020) - Javier Pereira (11 września 2020 – 6 października 2021) - Antonio Carreño (7 października 2021 – 9 stycznia 2022) - Javier Pereira (9 styczia 2022 – 1 marca 2023) - Sergio Zarco Díaz (7 marca 2023 –) |